# 脇元地区テレビ中継局
脇元地区テレビ中継局（わきもとちくテレビちゅうけいきょく）は、青森県五所川原市の旧北津軽郡市浦村域に置かれている受信障害対策中継放送局（ギャップフィラー）である市浦上脇元テレビ中継局と市浦下脇元テレビ中継局の総称。

## 概要
脇元地区では青森送信所を受信していたが、2009年冬に開設された風力発電施設の影響で受信環境が悪化する恐れがあり、それを改善するため、風力発電施設を設置したくろしお風力発電を免許人とするデジタルテレビ中継局が開設された。

## 中継局概要

### 市浦上脇元中継局・市浦下脇元中継局
| 免許人                    | リモコン 番号 | 放送局名              | チャンネル 番号 | 空中線 電力 | ERP                                      | 偏波面   | 放送対象地域 | 放送区域 内世帯数 | 運用開始日 |
| ------------------------- | ------------- | --------------------- | --------------- | ----------- | ---------------------------------------- | -------- | ------------ | ----------------- | ---------- |
| くろしお風力発電 株式会社 | 1             | RAB 青森放送          | 28              | 10mW        | 22mW・71mW （どちらの局が 何mWかは不明） | 垂直偏波 | 青森県       | 2局で 154世帯     | 2011年 4月 |
| くろしお風力発電 株式会社 | 2             | NHK 青森教育（Eテレ） | 13              | 10mW        | 22mW・71mW （どちらの局が 何mWかは不明） | 垂直偏波 | 全国         | 2局で 154世帯     | 2011年 4月 |
| くろしお風力発電 株式会社 | 3             | NHK 青森総合          | 16              | 10mW        | 22mW・71mW （どちらの局が 何mWかは不明） | 垂直偏波 | 青森県       | 2局で 154世帯     | 2011年 4月 |
| くろしお風力発電 株式会社 | 5             | ABA 青森朝日放送      | 32              | 10mW        | 22mW・71mW （どちらの局が 何mWかは不明） | 垂直偏波 | 青森県       | 2局で 154世帯     | 2011年 4月 |
| くろしお風力発電 株式会社 | 6             | ATV 青森テレビ        | 30              | 10mW        | 22mW・71mW （どちらの局が 何mWかは不明） | 垂直偏波 | 青森県       | 2局で 154世帯     | 2011年 4月 |

- 所在地： 市浦上脇元局: 五所川原市脇元磯辺[1] / 市浦下脇元局： 五所川原市磯松赤川[1]
- 放送区域： 両局とも五所川原市の一部（脇元地区）[1]
- 2011年2月15日に免許が交付され[2][3]、4月に運用が開始された。
- チャンネル番号（物理チャンネル）は、青森本局と同じ。